# Tržiška Bistrica
Tržíška Bistrica je reka v severozahodni Sloveniji, levi pritok Save zahodno od Naklega. Izvira pod mejnim grebenom v Karavankah južno od Košute, teče sprva po gozdnati grapi do sotočja v Medvodju, nato po nekoliko širši dolini proti jugozahodu, zavije proti jugu in skozi Dovžanovo sotesko do Tržiča. Pod Bistrico pri Tržiču vstopi v Ljubljansko kotlino, teče proti jugu in se pod Bistrico izliva v Savo.
Večji desni pritoki so Košutnik, Zali potok, Dolžanka, Kališnik in Mošenik, večja leva pritoka sta Stegovnik in Lomščica ter (V)ratni potok.

## Opis reke
Tržiška Bistrica nastane iz več manjših izvirov na jugozahodnem pobočju glavnega grebena Karavank in teče strmo skozi gozd mimo opuščene planine Brsnina ter naprej navzdol po grapi do izrazitega sotočja Medvodje, kjer se ji z leve pridruži Stegovnik izpod istoimenskega vrha Stegovnik in z desne daljši Košutnik izpod vzhodnega dela grebena Košute. Do sem je imel potok velik strmec, saj se je spustil že za več kot 750 m, od tu naprej pa se mu strmec precej zmanjša in teče po nekoliko širši dolini ves čas proti jugozahodu skozi razloženo naselje Jelendol, skoraj ves čas po triasnem dolomitu in lastnih prodnih nanosih. S strmih gozdnatih pobočij na levi in desni strani doline se vanj stekajo številne kratke in strme grape, ki so ob izstopu v glavno dolino nasule manjše vršaje, ter z desne dva večja pritoka: Zali potok in Dolžanka.
Pod izlivom desnega pritoka Kališnik v naselju Dolina Tržiška Bistrica zavije proti jugu in tudi značaj doline se povsem spremeni. Reki se strmec precej poveča, dolina postaja navzdol vse strmejša in nekoliko niže se vreže v slikovito Dovžanovo sotesko. Na tem odseku prečka reka dober kilometer širok pas srednje- in zgornjepermskih kamnin (kremenov peščenjak, kremenov konglomerat, trbiška breča, apnenec), ima zelo velik strmec in zlasti ob velikih pretokih se kot divja reka prebija navzdol po strugi, v kateri so nakopičene velike skale kremenovega konglomerata.
Pod sotesko se reka za kratek čas nekoliko umiri, na obeh straneh jo spremlja ozka naplavna ravnica, vse do Čadovelj, kjer se ji z leve pridruži Lomščica iz Lomske doline pod Storžičem. Takoj zatem priteče reka na pas trših triasnih dolomitov, zato se dolina ponovno zoži, reki pa se poveča strmec. Svoj tok nadaljuje skozi mesto Tržič, kjer se dolina spet nekoliko razširi, Tržiški Bistrici pa se z desne strani pridruži potok Mošenik, ki zbira vode na južni strani prelaza Ljubelj.
Pod Tržičem vstopi reka v ravnino Ljubljanske kotline in teče po njej proti jugu. Na obeh straneh spremlja strugo ožja naplavna ravnica, vendar se je reka po koncu zadnje ledene dobe zarezala 30–40 m globoko v prodne naplavine, tako da ravnico ob reki na obeh straneh spremljata strmi ježi glavne terase. Naplavna ravnica ob reki je zaradi pogostih poplav skoraj povsem neposeljena, vasi so nameščene na robu glavne terase visoko nad reko. Pri vasi Bistrica prečkata reko gorenjska avtocesta in nekdanja glavna cesta, pod njo pa Tržiška Bistrica zavije rahlo proti jugozahodu, teče med strmima pobočjema skozi pas trših konglomeratov in se dobra dva kilometra niže izliva v Savo.

## Hidronim in etimologija
Tržiška Bistrica je ena od številnih naših 'bistric' in je ime dobila po mestu Tržič. Vodno ime Bistrica je slovanskega izvora in izhaja iz občne besede bystrica v pomenu 'hitro tekoča voda', ta pa iz pridevnika bystrъ (hitro tekoč, deroč). V starejših zgodovinskih virih se ime reke pojavlja kot Veustritz (1373),, v nemški obliki se omenja kot Feistritz Bach ali Neumarkter Feistritz.

## Hidrogeografija
Tržiška Bistrica ima alpski dežno-snežni režim z izrazitim prvim viškom jeseni (novembra) in drugim viškom spomladi (april–maj). Jesenski višek prispevajo dolgotrajnejša jesenska deževja, ko dežuje tudi še v višjih legah, spomladanski višek je manj izrazit in večinoma posledica taljenja snega. Izrazita sta tudi oba nižka: februarski je posledica snežne retinence, avgustovski pa manjše količine padavin in povečane evapotranspiracije zaradi višjih poletnih temperatur. Zaradi velikih strmin velik delež padavin hitro odteče po pobočjih in naprej po reki navzdol, zato ima Tržiška Bistrica zelo velik specifični odtok (39,3 l/s/km2) in tudi visok odtočni količnik (63,5 %), podobno kot sosednja Kokra.
Tržiška Bistrica je izrazit hudournik, vendar na večjem delu toka, razen v Tržiču in soseščini, ne povzroča večjih težav, saj je poplavna ravnica ob zgornjem in spodnjem toku skoraj neposeljena. V zgornjem toku, od Medvodja do Dovžanove soteske, je v njej le nekaj hiš, dolvodno od Bistrice pri Tržiču je vrezana v lastne prodne nanose, naselja pa so na varnem na robu glavne terase. Te poplavne ravnice so izpostavljene pogostim, a kratkotrajnim hudourniškim poplavam, večje probleme povzročajo hudourniške vode le v Tržiču in sosednjih naseljih, ki so se namestila tik ob hudourniški strugi.
Hudourniški značaj Tržiške Bistrice kažejo tudi velike razlike med največjimi in najmanjšimi pretoki, zaradi ozkega in zelo strmega zgornjega dela porečja je tudi odziv rečnega pretoka na močnejše padavine izjemno hiter. Na vodomerni postaji v Preski so v obdobju 1981–2010 izmerili najmanjše pretoke ob hudi suši poleti 1993 (14.7.: 0,731 m3/s), največje pretoke pa ob poplavah 18.9.2007 (155 m3/s), 28.8.1986 (133 m3/s) in 1.11.2003 (115 m3/s). Ob močnih padavinah težave prebivalcem ne povzročajo samo narasle vode Tržiške Bistrice, veliko škodo povzročajo tudi hudourniški pritoki z močno erozijo ter nanašanjem velikih množin proda in drugega plavja s strmih pobočij v dolino.

## Kakovost vode
Tržiška Bistrica je v zgornjem toku zelo čista reka, saj je območje večinoma poraslo z gozdom in redko poseljeno, po podatkih ARSO je tudi v srednjem in spodnjem toku v dobrem kemijskem in ekološkem stanju. Kakovost vode v srednjem in spodnjem toku se je močno izboljšala po izgradnji kanalizacijskega omrežja in centralne čistilne naprave za Tržič in sosednja naselja na Brezovem na desnem bregu Tržiške Bistrice v letih 2008–2010.

## Ljudje in reka
Na večjem delu toka je struga Tržiške Bistrice v dobrem naravnem stanju, umetno spremenjena struga je le od izliva Lomščice skozi Tržič do izpod Zvirč in pri Bistrici. V preteklosti so njeno moč izkoriščali mlini in drugi vodni obrati v Tržiču, v spodnjem toku so bili zaradi njenega hudourniškega toka ob krajših mlinščicah, ki so potekale po poplavnih ravnicah na obeh bregovih, mdr. pod Kovorjem in Zvirčami na desnem in levem bregu, prav tako pod Podbrezjami in Bistrico. Tudi nekdaj dobro razvite obrti v Tržiču, ki so v 19. stoletju deloma prerasle v industrijske obrate, so bile v večji ali manjši meri navezane na vodno silo Tržiške Bistrice in desnega pritoka Mošenik. Že v 16. stoletju so bile ob izlivu Lomščice fužine, ki so delovale do leta 1817. Prav tako so bile fužine na desnem bregu Tržiške Bistrice na mestu današnje tovarne lepenke na Slapu, iz katerih je nastala tovarna kos in srpov (sedanja AB TOKOS). Na desnem bregu Tržiške Bistrice pod mestom je bila že v 19. stoletju velika žaga, ki se je pozneje razširila v večji obrat lesne industrije (nekdanji ZLIT), a je v zadnjih letih ugasnil. Ob zgornjem toku Tržiške Bistrice je bila večja žaga, ki jo je leta 1902 skupaj z okoliškimi gozdovi kupil baron Karl Born, jo močno povečal in preuredil na električni pogon ter zanjo zgradil hidroelektrarno in 5 km dolgo gozdno železnico od Medvodja.
Danes izkoriščajo vodno energijo Tržiške Bistrice v 11 malih hidroelektrarnah: tri so v Jelendolu, dve v Tržiču ter šest dolvodno od Tržiča, večinoma ob nekdanjih mlinščicah.

## Varstvo narave
Zaradi dobro ohranjene naravne struge in bližnje poplavne ravnice je skoraj celotna Tržiška Bistrica od izvira do izliva, razen na odseku skozi Tržič do Pristave, zavarovana kot naravna vrednota državnega pomena, vključno s poplavno ravnico. Zaradi izrazite dinamike je kot posebna naravna vrednota državnega pomena zavarovano tudi sotočje Save in Tržiške Bistrice, saj hudourniški značaj in velik dotok karbonatnega proda omogočata nastanek hitro se spreminjajočih belih prodišč in pogosto prestavljanje rečnega toka. Dodaten pomen temu odseku daje še skoraj povsem nedotaknjena obvodna vegetacija.
Kot posebna naravna vrednota lokalnega pomena je zavarovana še Dovžanova soteska, predvsem kot izjemno nahajališče fosilov iz paleozoika, pa tudi zaradi zanimivih reliefnih oblik (kratka soteska, veliki balvani v strugi, slapišče idr.). Celoten tok Tržiške Bistrice do izteka iz Dovžanove soteske leži tudi v območju Natura 2000 Karavanke.
Tržiška Bistrica je zaradi ohranjenosti struge in čiste vode privlačna ribolovna reka. V njej mdr. živijo  potočna postrv (Salmo trutta), lipan (Thymallus thymallus) ter iz Severne Amerike prinešeni potočna zlatovčica (Salvelinus fontinalis) in šarenka (Oncorhynchus mykiss). Z ribjim življem upravlja ribiška družina Tržič, ki skrbi tudi za ribnik Žeje na levem bregu Tržiške Bistrice tik pod istoimensko vasjo.